# Тонга на летних Олимпийских играх 2004
Тонга принимала участие в Летних Олимпийских играх 2004 года в Афинах (Греция) в шестой раз за свою историю, но не завоевала ни одной медали. Сборную страны представляли пять спортсменов (в том числе - одна женщина), принимавшие участие в соревнованиях по боксу, дзюдо, лёгкой атлетике и стрельбе из лука.

## Бокс
Спортсменов — 1
| Спортсмен  | Категория   | 1/8 финала                | Четвертьфинал        | Полуфинал            | Финал                |
| Спортсмен  | Категория   | Соперник и результат      | Соперник и результат | Соперник и результат | Соперник и результат |
| ---------- | ----------- | ------------------------- | -------------------- | -------------------- | -------------------- |
| Маафу Хоук | Свыше 91 кг | Джейсон Эстрада Пор 11:30 | Не прошёл            | Не прошёл            | Не прошёл            |

## Дзюдо
Спортсменов — 1
Мужчины
| Спортсмен   | Категория | 1/32               | 1/16                      | 1/8                  | 1/4                  | 1/2                  | 1-й доп. раунд       | Утешит. четвертьфинал | Утешит. полуфинал    | За 3 место           | Финал                |
| Спортсмен   | Категория | Соперник Результат | Соперник Результат        | Соперник Результат   | Соперник Результат   | Соперник Результат   | Соперник Результат   | Соперник Результат    | Соперник Результат   | Соперник Результат   | Соперник Результат   |
| ----------- | --------- | ------------------ | ------------------------- | -------------------- | -------------------- | -------------------- | -------------------- | --------------------- | -------------------- | -------------------- | -------------------- |
| Акапей Лату | До 73 кг  | -                  | Нуреддин Ягуби пор. иппон | Закончил выступление | Закончил выступление | Закончил выступление | Закончил выступление | Закончил выступление  | Закончил выступление | Закончил выступление | Закончил выступление |

## Лёгкая атлетика
Спортсменов — 2
Мужчины
| Спортсмен     | Вид  | Забег     | Забег | Четвертьфинал | Четвертьфинал | Полуфинал | Полуфинал | Финал     | Финал     |
| Спортсмен     | Вид  | Результат | Место | Результат     | Место         | Результат | Место     | Результат | Место     |
| ------------- | ---- | --------- | ----- | ------------- | ------------- | --------- | --------- | --------- | --------- |
| Филипо Мюллер | 100м | 11,18     | 9     | Не прошёл     | Не прошёл     | Не прошёл | Не прошёл | Не прошёл | Не прошёл |

Женщины
| Спортсмен   | Вид           | Квалификация | Квалификация | Финал     | Финал     |
| Спортсмен   | Вид           | Результат    | Место        | Результат | Место     |
| ----------- | ------------- | ------------ | ------------ | --------- | --------- |
| Ана Поухила | Толкание ядра | 15,33        | 32           | Не прошла | Не прошла |

## Стрельба из лука
Спортсменов — 1
Мужчины
| Спортсмен       | Квалификация | Квалификация | 1/32                           | 1/16                 | 1/8                  | Четвертьфинал        | Полуфинал            | Финал                | Финал |
| Спортсмен       | Очков        | Номер посева | Соперник Очков                 | Соперник Очков       | Соперник Очков       | Соперник Очков       | Соперник Очков       | Соперник Очков       | Место |
| --------------- | ------------ | ------------ | ------------------------------ | -------------------- | -------------------- | -------------------- | -------------------- | -------------------- | ----- |
| Сифа Таумоепеау | 563          | 62           | Марко Гальяццо (3) Пор 122—156 | Закончил выступление | Закончил выступление | Закончил выступление | Закончил выступление | Закончил выступление | 61    |